# 고대 (후한)
고대(高岱, ? ~ 200년)는 중국 후한 말의 정치가로, 자는 공문(孔文)이며 양주(揚州) 오군(吳郡) 무석현(無錫縣) 사람이다.

## 생애
부친 고표(高彪)는 명문장가로 명성을 떨쳤다. 고대는 어릴 때부터 총명하였고, 재물을 가벼이 여기며 도리를 중히 여겼다. 그가 만난 사람들은 무명의 인물들 중 발탁한 기재들로, 친구 여덟 명은 일대의 영걸들이었다. 오군태수(吳郡太守) 성헌(盛憲)이 그를 상계(上計)에 임명하였고, 효렴(孝廉)에 천거하였다.
이후 허공(許貢)이 와서 군을 지배하자, 고대는 성헌을 데리고 허소(許昭)의 집으로 피난한 후 서주(徐州)로 가 도겸(陶謙)에게 도움을 청하였다. 도겸은 그를 도와줄 생각이 없었으나, 고대가 피눈물을 흘리며 아무것도 마시지 못할 정도가 되자 이에 감복하여 군세를 보내기로 하는 한편 허공에게 고대 등을 건드리지 말도록 서신을 썼다.
고대가 돌아왔을 때, 그의 모친은 허공에게 붙잡혀 감금되었다. 고대는 사람들의 제지를 뿌리치며, 죽음을 각오하고 허공을 보러 갔다. 고대는 뛰어난 말솜씨와 은근한 태도로 모친을 데려왔다. 옛 친구인 장윤(張允)과 심민(沈睧)에게 부탁하여 배를 준비하였고, 이 배를 타고 도주하였다. 허공은 이를 후회하여 사람을 보내 쫓았으나, 고대는 이미 장강(長江)을 건넜기 때문에 잡을 수 없었다.
그 후, 여요(餘姚)에서 은거하였다. 이때 손책(孫策)이 군승(郡丞) 육소(陸昭)를 사자로 보내 고대를 정중히 불렀다. 손책은 그가 《좌전(左傳)》에 뛰어나다는 얘기를 들었기 때문에, 자신 또한 깊이 읽고 토론하려 하였다. 어떤 사람이 손책에게 말하였다.
| “ | 고대는 장군께서 단지 무용에만 뛰어나시고, 문학에는 재능이 없으신 줄로 알고 있습니다. 제 말이 맞다면, 물어볼 때마다 고대는 '모릅니다'라고 대답할 것입니다. | ” |

또한 고대에게 가서 말하였다.
| “ | 손 장군은 사람됨이 자신보다 뛰어난 자를 미워합니다. 물어볼 때마다 모른다고 대답하십시오. (질문에) 모두 답한다면 반드시 위태로워질 것입니다. | ” |

고대는 이따금 손책의 질문에 "모릅니다"라고 대답하였다. 이에 손책은 자신을 무시한다고 생각하였고, 그를 가두었다. 벗 등 그와 가까운 사람들이 땅바닥에 엎드려 사면을 청하였다. 손책은 성루에서 그런 사람들이 몇 리에 걸쳐 늘어져 있는 것을 보았고, 고대가 민심을 잡고 있는 것을 미워하여 죽였다. 이때 고대의 나이는 30여 세였다.

## 고대의 친족관계
표(彪)━대(岱)